# マルガレーテ・フォン・ブランデンブルク (1511-1577)
マルガレーテ・フォン・ブランデンブルク（ドイツ語：Margareta von Brandenburg, 1511年ごろ - 1577年11月3日以降）は、ポメラニア公ゲオルク1世の妃、のちアンハルト＝ツェルプスト侯ヨハン4世の妃となった。

## 生涯
マルガレーテは、ブランデンブルク選帝侯ヨアヒム1世（1484年 - 1535年）とデンマーク王ハンスの娘エリサベト（1485年 - 1555年）との末娘として生まれた。

### 最初の結婚
マルガレーテは1530年1月23日にベルリンにおいてポメラニア公ゲオルク1世（1493年 - 1531年）と結婚した。マルガレーテは結婚に際し20,000ギルダーの持参金を持参し、これによりゲオルク1世はバルト、ダムガルテン、トリプゼース、グリムズビー、クレンペノーからなる地をマルガレーテに寡婦財産として譲渡した。この結婚は、ブランデンブルクとポメラニアの法上の関係についてグリムニッツ城で交渉していた際に合意されたようである。ゲオルク1世は結婚の1年後に亡くなり、マルガレーテが寡婦財産からの収入を享受できたのはわずか3年間であった。ポメラニアではマルガレーテは人気がなく、アンハルト＝ツェルプスト侯ヨハン4世がマルガレーテに求婚した時、義理の息子であるポメラニア公フィリップ1世は持参金の支払いと寡婦財産の償還のために特別税を課さなければならなかった。
マルガレーテはゲオルク1世の死後、ゲオルギアという娘を産んだ。ゲオルギアは母親と一緒にアンハルトへ向かったが、8歳のときにポメラニアに戻った。マルガレーテは義理の息子フィリップ1世との交渉に成功し、帰国を1543年5月まで延期した。

### 2度目の結婚
彼女の2番目の夫は、1534年2月15日にデッサウにおいてアンハルト＝ツェルプスト侯ヨハン4世（1504年 - 1551年）と結婚した。ヨハン4世との結婚生活はすぐに不幸であることが明らかとなった。マルガレーテは夫から逃れ、自身の拠点であるロスラウ城へ逃げた。マルティン・ルターはヨハン4世とマルガレーテの間を仲裁しようとした。ルターはロスラウ城のマルガレーテを訪ね、生意気にも夫と別れたマルガレーテを責めた。これにより激しい舌戦が始まった。ルターは後にこう報告している：マルガレーテの怒りを買うまでは、私はマルガレーテに十分にはっきりと告げたに違いない。
ヨハン4世は最終的にマルガレーテを不貞の罪で告発し、1550年に投獄した。ヨハン4世の主治医は王女との関係を自白させるよう拷問を受けたが、主治医は動じなかった。マルガレーテはなんとか幽閉の身から脱出したが、途中で強盗に遭いながら従兄弟であるデンマーク王クリスチャン3世のコペンハーゲンの宮廷に着の身着のままで到着した。
その後、姉のエリーザベトとしばらく暮らしたが、エリーザベトは3度目の結婚をして身を守るよう助言した。エリーザベトは妹が頼りなく不安定であると考え、婿のアルブレヒトにマルガレーテを引き取らないように警告した。しかしアルブレヒトはとりあえずマルガレーテを引き取り、アルブレヒトの死後、プロイセンの摂政であったゲオルク・フリードリヒがマルガレーテの世話をした。マルガレーテ自身の子供たちがマルガレーテを支援することを拒否したためである。

## 結婚と子女
最初の夫ポメラニア公ゲオルク1世との間に1女が生まれた。
- ゲオルギア（1531年 - 1573年） - ワビシン伯スタニスラフ・ラタルスキ（1598年没）と結婚

2番目の夫アンハルト＝ツェルプスト侯ヨハン4世との間に以下の子女が生まれた。
- カール（1534年 - 1561年） - アンハルト＝ツェルプスト侯
- ヨアヒム・エルンスト（1536年 - 1586年） - アンハルト侯
- マリー（1538年 - 1563年） - 1559年にバルビーおよびミューリンゲン伯アルブレヒト10世（1534年 - 1586年）と結婚
- ベルンハルト7世（1540年 - 1570年） - アンハルト＝デッサウ侯
- マルガレーテ（1541年 - 1547年）
- エリーザベト（1545年 - 1574年） - 1570年にバルビー伯ヴォルフガング2世（1531年 - 1615年）と結婚